# Teresita Minetti
Teresa Asunción María Penino García de Minetti, más conocida como Teresita Minetti (Montevideo, 13 de diciembre de 1949), es una cantante y compositora folclórica uruguaya.

## Biografía
En 1965 inició su actividad artística. En 1966 logra el primer premio en el Festival Nacional de Folklore realizado en Salto. Al tiempo comienza a hacer giras por distintos puntos del interior del país y por países del Cono Sur como Argentina, Brasil y Chile.
Brinda una serie de charlas didácticas sobre tradición y folclore dirigidas a jóvenes y niños. Integró la nómina de artistas del Ministerio de Educación y Cultura que desde 1969 participó en ciclos de TV Educativa de la ANEP. A lo largo de su carrera artística llegó a grabar 10 álbumes para el Orfeo en los que el canto de raíz folklórica y los autores nacionales tuvieron una importante preponderancia.
En el festival "Latinoamérica Canta" que tuvo lugar en Bolivia en 1987 obtuvo el segundo lugar con tu tema de su autoría. En 1993 comenzó en la radio CX26 Sodre, su programa radial La peña de Teresita Minetti.

## Discografía
- Soy Teresita Minetti (Orfeo ULP 90535. 1969)
- Canto criollo (Orfeo ULP 90552. 1971)
- La primorosa (Orfeo ULP 90570. 1972)
- De la raíz (Orfeo SULP 90587. 1975)
- Al sur del sur (Orfeo SULP 90614. 1977)
- Aparceramente..... (Orfeo. 90631. 1980)
- Duende (Sondor 4.503-1.  1988)
- Raíz salvaje (Sondor 4.652-4. 1990)